# Lithiumdimethylamid
Lithiumdimethylamid ist eine chemische Verbindung des Lithiums aus der Gruppe der Metallamide.

## Gewinnung und Darstellung
Lithiumdimethylamid kann durch Reaktion von Butyllithium in Hexan mit Dimethylamin gewonnen werden.
{\displaystyle \mathrm {LiBu+HNMe_{2}\longrightarrow LiNMe_{2}+BuH} }

## Eigenschaften
Lithiumdimethylamid ist ein weißer Feststoff, der heftig mit Wasser reagiert.

## Verwendung
Lithiumdimethylamid wird bei der Synthese einiger Organoimidokomplexe von Übergangsmetallen und für andere Synthesen verwendet.